# Île Simon
L'île Simon est une île sur la Loire, en France, appartenant administrativement à Tours.

## Description
Elle s'étend sur une longueur de plus de 800 m pour une largeur d'environ 100 m et est traversée par le pont Napoléon. Elle contient le Parc de l'île Simon.

## Histoire
Elle a porté d'abord le nom de île Vorgerest puis d'île Moisand (Moisant). Son nom actuel viendrait de son ancien propriétaire Jean-Joseph-Hippolyte Simon du Petit-Bois (1740-), frère de l'abbé Nicolas Simon.
Un projet d'aménagement a été présenté en octobre 2016.